# Telmisartan
Telmisartan is de generieke naam (International Nonproprietary Name) van een bloeddrukverlagende stof, gebruikt bij de behandeling van essentiële (d.i. niet door een andere aandoening veroorzaakte) hypertensie. Geneesmiddelen op basis van telmisartan zijn Micardis (Boehringer Ingelheim), Pritor en Kinzalmono (beide Bayer HealthCare) en inmiddels vele generieke aanbieders.

## Algemeen
Telmisartan is een angiotensine II-receptorantagonist. Het verhindert de werking van angiotensine II, een hormoon in het bloed dat de bloedvaten vernauwt. Wanneer de werking hiervan verhinderd wordt, kunnen de bloedvaten zich terug verwijden, de bloeddruk kan dalen en de risico's verbonden aan een te hoge bloeddruk (bv. een beroerte) nemen af.
Andere angiotensine-II-antagonisten zijn losartan, eprosartan, valsartan, irbesartan, tasosartan, candesartan, en olmesartan medoxomil.

## Dosering
De aanbevolen dosis is 40 mg, eenmaal daags, oraal. Om het effect te vergroten kan de dosis verhoogd worden tot 80 mg per dag, of kan telmisartan gecombineerd worden met een ander bloeddrukverlagend middel zoals hydrochloorthiazide (PritorPlus bevat zowel telmisartan als hydrochloorthiazide). Telmisartan mag niet toegediend worden aan kinderen of jongeren onder de 18 jaar.

## Bijwerkingen
De meest voorkomende bijwerkingen zijn:
- symptomen van infectie (onder meer van de urineweg of van de bovenste luchtwegen);
- buikpijn, diarree, dyspepsie, maagdarmstoornissen;
- huidaandoeningen (bv. eczeem);
- artralgie (gewrichtspijn), rugpijn, beenkrampen of pijn in het been, spierpijn of pijn op de borst;
- griepachtige symptomen.

## Interacties
- Het gelijktijdig gebruik van telmisartan met kaliumsparende diuretica en kaliumsupplementen of kaliumbevattende zoutvervangers, wordt afgeraden. Angiotensine II-antagonisten verminderen het kaliumverlies dat met deze middelen wordt beoogd, wat kan leiden tot een significante stijging van het serumkalium.
- Analoog wordt het gelijktijdig gebruik van angiotensine II-antagonisten en lithium afgeraden omdat het kan leiden tot een stijging van de serumlithiumconcentratie en -toxiciteit.
- NSAIDs (niet-steroïde ontstekingsremmers) kunnen het effect van angiotensine II-antagonisten verminderen.

## Contraindicaties
Niet gebruiken bij:
- overgevoeligheid voor telmisartan of enig ander bestanddeel van de geneesmiddelen op basis van telmisartan;
- mensen die zwanger zijn of borstvoeding geven;
- mensen die ernstige lever- of galproblemen hebben.

Meer informatie over bijwerkingen, interacties, overdosis enz. vindt men in de bijsluiter van de geneesmiddelen, die op de website van het Europees Geneesmiddelenbureau beschikbaar zijn

## Gebruik als prestatiebevorderend middel
De mondiale dopingwetgever WADA onderzocht het gebruik van meldonium, telmisartan en liothyronine bij atleten. Ze besloot per 2016 alleen meldonium op de lijst van verboden stoffen te zetten. Telmisartan moet volgens veel deskunigen ook op de WADA-lijst worden geplaatst. WADA besloot het middel ook in 2016 op haar speciale aandachtslijst te plaatsen.